# 塚原太郎
塚原 太郎（つかはら たろう、1959年6月24日 - ）は日本の官僚。防衛省衛生監や、厚生労働省近畿厚生局長を務めた。
栃木県立大田原高等学校を卒業し、1984年自治医科大学医学部を卒業。
1990年に厚生省大臣官房厚生科学課課長補佐、1998年に保健医療局国立病院部政策医療課課長補佐、2003年に長崎県福祉部長、2005年に厚労省健康局結核感染症課長。2006年に自治医科大学地域医療学センター教授 兼 卒後指導部長。2010年厚生科学課長。2012年農林水産省大臣官房審議官。2013年環境省総合環境政策局環境保健部長。2014年防衛省衛生監。2017年厚生労働省近畿厚生局長。2019年厚生労働省退官。同年郡山市保健所長。2022年郡山市公衆衛生顧問。